# 全国消費生活情報ネットワークシステム
全国消費生活情報ネットワークシステム（ぜんこくしょうひせいかつじょうほうネットワークシステム、Practical living Information Online network system）とは、独立行政法人国民生活センターが運営する詐欺師・悪徳商法などから守るために作られた防犯情報ネットワーク。略称PIO-NET(パイオネット)。

## 概要
PIO-NETは、国民生活センターと全国の消費生活センターを結び、消費者からの相談を円滑に行うと同時に、情報を蓄積し、その予防等に務めるために設置された。「消費生活相談データベース」として公開されている。。1984年（昭和59年）から2016年（平成28年）5月末までの情報累積件数は約1,992万件となっている。新手の詐欺手法や特に被害報告が多い詐欺手法は、国民生活センター上で公開され、関連各省や警察などにも情報共有し、新たな被害者の発生予防に務める。マスコミを通して注意喚起が行われることも度々ある。

## 利用方法
消費生活相談データベースにアクセスし、先方の操作ガイドに従って操作することで閲覧できる。